# モーニングジャンボ奥さま8時半です
『モーニングジャンボ奥さま8時半です』（モーニングジャンボおくさまはちじはんです）は、1972年4月3日から1984年5月4日までTBS系列各局で毎週月 - 金曜 8:30 - 9:55（日本標準時）に生放送されていたTBS制作のワイドショー番組である。

## 概要
前身の『モーニングジャンボ』の視聴率が低迷し、番組内容を1年で見直す事になった。3時間10分に及ぶ番組枠を8:30を境に分割されることになり、『JNNニュースショー』と『奥さま8時半です』がスタート（ただし、『JNNニュースショー』は8:00で終了し、8:00から8:30までは『8時の空』→『ポーラテレビ小説』の再放送を放送していた）したが、どちらも『モーニングジャンボ』を継承したものである。したがって新聞の番組表には「モーニングジャンボ・第二部」、もしくは前半部の『JNNニュースショー』と合わせてひとつの番組（『8時の空』、『ポーラテレビ小説』は括弧書き）とされていた時期もある。
因みにお天気ループを初めて表示したのは当番組が最初である。画面左下に表示されていた。表示は天気マークではなく「東京 はれ」という感じであった。

### 番組の終焉
『モーニングジャンボ』時代から司会を務めた鈴木治彦が体調不良のため降板を申し出た事を理由に、1984年5月4日に放送を終了した。『モーニングジャンボ』時代から通算して約13年の歴史に幕を下ろした。鈴木はその後同年8月にTBSを定年退職している。一方、本枠はNHKを退職しTBSと専属契約を組んだばかりの森本毅郎を新司会者に迎えて、『森本毅郎さわやかワイド』に引き継がれた。

### ライオンのスポンサー就任の経緯
本番組からこの時間帯にライオン油脂・ライオン歯磨→ライオンが平日14時枠の帯ドラマから移動の形でスポンサーに加わり、前半部の一社提供を務めるようになった。これは前述の枠分割に際して『奥さま8時半です』をライオングループに提供してもらおうという企画案が作られたためである。しかし、それまでスポンサーだった帯ドラマ枠の提供でTBSに支払っていた制作費では8時30分から9時55分までのワイド番組をつくることは不可能だったため、85分枠をさらに分割して9時15分までがライオンの1社提供、それ以降は各社相乗りのPT枠とする苦肉の策が練られた。
ところが、これに対してライオン側は強い難色を示しTBSの営業担当者の懸命な説明も受け入れず、「スタート時期も迫る中でこの番組はスポンサーをつけられない」と関係者の誰もが思ったという。そして大詰めを迎えて覚悟を決めたTBSの営業担当者がライオンを尋ねた際、ライオンの宣伝部長は「うちはTBSさんを信じ、TBSさんに託すことにしました」とそれまでの反応から一転して了承の返答を出した。
こうしてスポンサーに就く事になったライオンは本番組終了後も途切れなくスポンサーを継続。『森本毅郎さわやかワイド』『（森本ワイド）モーニングEye』を経て、1996年にワイドショーから生活情報色の強い生情報番組『はなまるマーケット』へ形態を変え、2014年にワイドショー型の情報番組への回帰を経て、2021年からお笑い色の強い生バラエティ番組『ラヴィット!』へ再度形態を変えたが、2024年11月現在もライオンは本枠前半部で一社提供を務めている。佐藤遥子は1980年4月から約1年の出産期間を除き、1970年代前半から2024年11月現在まで50年以上ライオンのCMに出演している（1972年時点で生CMに出演していた。2014年4月以降は収録形式で放送）。

## 出演者

### 司会者
| 1972年4月3日 | 1975年3月28日 | 鈴木治彦1 | 宮崎総子2 | 玉井孝3   |
| 1975年3月31日 | 1984年5月4日  | 鈴木治彦1 | 宮崎総子2 | 藤田和弘1 |
| - 1 TBSアナウンサー（当時） - 2 1973年11月から1974年1月までは出産のため一時降板。その間は実姉の宮崎恭子が司会を担当。1974年2月4日に番組に復帰した - 3 当時朝日放送アナウンサー。腸捻転ネット解消に伴って降板。1984年5月4日の最終回ではゲスト出演。 |               |           |           |           |

### リポーター
- 梨元勝（芸能リポーター） - のちに日本テレビ『酒井広のうわさのスタジオ』に移籍。
- 福岡翼（芸能リポーター） - のちにフジテレビ『3時のあなた』に移籍。
- 村上允俊（リポーター） - 『森本毅郎さわやかワイド』以降も『モーニングEye』最終回の1996年9月まで出演。
- 小川みどり（芸能リポーター） - 番組後期から出演。『モーニングEye』放送中の1995年頃まで出演。

### レギュラー
- 道上洋三（朝日放送アナウンサー） - 上記のネットチェンジまでで木曜日に朝日放送本社のスタジオから放送されていたコーナーを担当。
- 水の江瀧子
- 林家木久扇（当時：初代 林家木久蔵） - 初回から最終回までコーナー司会及びリポーターとして出演した他、番組スタッフとして構成も担当した。
- 金子信雄 - 料理コーナーに出演。
- 石井和子 - 木久扇の相方としてリポーターを担当。
- 六代目三遊亭円楽（当時：三遊亭楽太郎）
- 泉ピン子
- 野末陳平
- 遠藤剛 - 俳優。1970年代に放送された「5人の女性」「四つの部屋」のコーナー司会。

### 生コマーシャル担当
- 田辺よしのぶ - ライオンの生CMを担当。
- 佐藤遥子 - 同じくライオンの生CMを担当。本番組終了後も引き続き生CMを担当。

## テーマ曲
番組テーマは「♪ハハン ハハン 8時半…」とハニー・ナイツが歌うものであった。番組スタートから1982年9月まで使用。『日立の樹』を手がけた、伊藤アキラ作詞、小林亜星作曲による。1982年10月からはタイトルロゴの変更に伴いシンセサイザー系の音楽に切り替わった（「TBS50年史」のDVDでも見る事ができる）。

## ネット局
- ○…フジテレビ制作の『小川宏ショー』から移行した局
- ▲…NETテレビ→テレビ朝日制作の『モーニングショー（第1期）』から移行した局

※系列・局名は放送当時のもの
| 放送対象地域           | 放送局         | 系列                   | 備考                                                          |
| ---------------------- | -------------- | ---------------------- | ------------------------------------------------------------- |
| 関東広域圏             | 東京放送       | TBS系列                | 制作局 現：TBSテレビ                                          |
| 北海道                 | 北海道放送     | TBS系列                |                                                               |
| 青森県                 | 青森テレビ     | TBS系列                | ▲1975年3月31日から                                            |
| 岩手県                 | 岩手放送       | TBS系列                | ○現：IBC岩手放送 1980年4月1日から                             |
| 宮城県                 | 東北放送       | TBS系列                |                                                               |
| 福島県                 | 福島テレビ     | TBS系列 フジテレビ系列 | 1983年3月31日打ち切り                                         |
| 福島県                 | テレビユー福島 | TBS系列                | 1983年11月22日から                                            |
| 山梨県                 | テレビ山梨     | TBS系列                |                                                               |
| 新潟県                 | 新潟放送       | TBS系列                | ▲1981年3月30日から                                            |
| 長野県                 | 信越放送       | TBS系列                | ▲1980年10月1日から                                            |
| 静岡県                 | 静岡放送       | TBS系列                | ▲1978年10月2日から                                            |
| 中京広域圏             | 中部日本放送   | TBS系列                | 現：CBCテレビ                                                 |
| 近畿広域圏             | 朝日放送       | TBS系列                | 現：朝日放送テレビ 1975年3月28日まで                          |
| 近畿広域圏             | 毎日放送       | TBS系列                | ▲1975年3月31日から                                            |
| 岡山県 →岡山県・香川県 | 山陽放送       | TBS系列                | 現・RSK山陽放送 1983年3月31日までの放送対象エリアは岡山県のみ |
| 広島県                 | 中国放送       | TBS系列                |                                                               |
| 高知県                 | テレビ高知     | TBS系列                |                                                               |
| 福岡県                 | RKB毎日放送    | TBS系列                |                                                               |
| 鹿児島県               | 南日本放送     | TBS系列                | ▲1982年10月1日から                                            |

### ネット局に関する備考
- 番組放送当時は、TBS系列局であってもフジテレビ制作の『小川宏ショー』→『おはよう!ナイスデイ』やNETテレビ→テレビ朝日制作の『モーニングショー（第1期）』をネットしていた局があったため、放送されたネット局は少なかった。1978年9月29日までは12局ネット、1984年5月4日の終了時点では17局ネットだった（1989年9月29日までの『モーニングEye』と同じ）。